# Seznam dílů seriálu Legion
Toto je seznam dílů seriálu Legion. Americký superhrdinský televizní seriál Legion měl premiéru dne 8. února 2017 na americké stanici FX.

## Přehled řad
| Řada | Díly | Premiéra v USA  | Premiéra v USA  |
| Řada | Díly | První díl       | Poslední díl    |
| ---- | ---- | --------------- | --------------- |
| 1    | 8    | 8. února 2017   | 29. března 2017 |
| 2    | 11   | 3. dubna 2018   | 12. června 2018 |
| 3    | 8    | 24. června 2019 | 12. srpna 2019  |

## Seznam dílů

### První řada (2017)
| Č. v seriálu | Č. v řadě | Původní název | Režie             | Scénář            | Premiéra v USA  |
| ------------ | --------- | ------------- | ----------------- | ----------------- | --------------- |
| 1            | 1         | Chapter 1     | Noah Hawley       | Noah Hawley       | 8. února 2017   |
| 2            | 2         | Chapter 2     | Michael Uppendahl | Noah Hawley       | 15. února 2017  |
| 3            | 3         | Chapter 3     | Michael Uppendahl | Peter Calloway    | 22. února 2017  |
| 4            | 4         | Chapter 4     | Larysa Kondracki  | Nathaniel Halpern | 1. března 2017  |
| 5            | 5         | Chapter 5     | Tim Mielants      | Peter Calloway    | 8. března 2017  |
| 6            | 6         | Chapter 6     | Hiro Murai        | Nathaniel Halpern | 15. března 2017 |
| 7            | 7         | Chapter 7     | Dennie Gordon     | Jennifer Yale     | 22. března 2017 |
| 8            | 8         | Chapter 8     | Michael Uppendahl | Noah Hawley       | 29. března 2017 |

### Druhá řada (2018)
| Č. v seriálu | Č. v řadě | Původní název | Režie             | Scénář                          | Premiéra v USA  |
| ------------ | --------- | ------------- | ----------------- | ------------------------------- | --------------- |
| 9            | 1         | Chapter 9     | Tim Mielants      | Noah Hawley a Nathaniel Halpern | 3. dubna 2018   |
| 10           | 2         | Chapter 10    | Ana Lily Amirpour | Noah Hawley a Nathaniel Halpern | 10. dubna 2018  |
| 11           | 3         | Chapter 11    | Sarah Adina Smith | Noah Hawley a Nathaniel Halpern | 17. dubna 2018  |
| 12           | 4         | Chapter 12    | Ellen Kuras       | Noah Hawley a Nathaniel Halpern | 24. dubna 2018  |
| 13           | 5         | Chapter 13    | Tim Mielants      | Noah Hawley a Nathaniel Halpern | 1. května 2018  |
| 14           | 6         | Chapter 14    | John Cameron      | Noah Hawley                     | 8. května 2018  |
| 15           | 7         | Chapter 15    | Charlie McDowell  | Noah Hawley a Nathaniel Halpern | 15. května 2018 |
| 16           | 8         | Chapter 16    | Jeremy Webb       | Noah Hawley a Jordan Crair      | 22. května 2018 |
| 17           | 9         | Chapter 17    | Noah Hawley       | Noah Hawley a Nathaniel Halpern | 29. května 2018 |
| 18           | 10        | Chapter 18    | Dana Gonzales     | Noah Hawley a Nathaniel Halpern | 5. června 2018  |
| 19           | 11        | Chapter 19    | Keith Gordon      | Noah Hawley                     | 12. června 2018 |

### Třetí řada (2019)
| Č. v seriálu | Č. v řadě | Původní název | Režie                      | Scénář                                    | Premiéra v USA    |
| ------------ | --------- | ------------- | -------------------------- | ----------------------------------------- | ----------------- |
| 20           | 1         | Chapter 20    | Andrew Stanton             | Noah Hawley a Nathaniel Halpern           | 24. června 2019   |
| 21           | 2         | Chapter 21    | Carlos López Estrada       | Noah Hawley, Olivia Dufault a Kate Thulin | 1. července 2019  |
| 22           | 3         | Chapter 22    | John Cameron               | Nathaniel Halpern                         | 8. července 2019  |
| 23           | 4         | Chapter 23    | Daniel Kwan                | Olivia Dufault a Charles Yu               | 15. července 2019 |
| 24           | 5         | Chapter 24    | Arkasha Stevenson          | Olivia Dufault a Ben H. Winters           | 22. července 2019 |
| 25           | 6         | Chapter 25    | John Cameron               | Noah Hawley                               | 29. července 2019 |
| 26           | 7         | Chapter 26    | Dana Gonzales              | Noah Hawley a Olivia Dufault              | 5. srpna 2019     |
| 27           | 8         | Chapter 27    | Noah Hawley a John Cameron | Noah Hawley a Olivia Dufault              | 12. srpna 2019    |